# Cumulus congestus
Las nubes Cumulus congestus son un tipo de nube cumulus. Son característica de áreas inestables de la atmósfera que se generan por convección. Se caracterizan por formas redondeadas y desarrollo vertical medio.

## Descripción
Debido a que las cumulus congestus se producen por corrientes ascensionales, son típicamente verticales más que en ancho, y sus topes pueden alcanzar 5 o 6 km. Las cumulus congestus se forman, generalmente, del desarrollo de cumulus mediocris, pero también puede hacerlo desde los altocumulus castellanus o desde stratocumulus castellanus.
Los cumulus congestus maduran en cumulonimbus calvus en condiciones de suficiente inestabilidad. Esta transformación puede verse con la presencia de partes suaves, fibrosas, o estriadas en los topes de las nubes. Este tipo de nubes produce precipitación, a veces en abundancia. Las especies de congestus pueden encontrarse solo en el género cumulus.

## Formación
El cumulus congestus puede formar desde la nube Cumulus mediocris y de la nube Cumulus humilis. El aire caliente que ha alimentado la formación de la nube desde su nacimiento está llevado a temperaturas de congelación cercana. A medida que el aire ha aumentado las temperaturas se han enfriado. Como no llega a la congelación conserva una forma de coliflor. Esta es la última etapa antes de convertirse en una nube cumulonimbus.

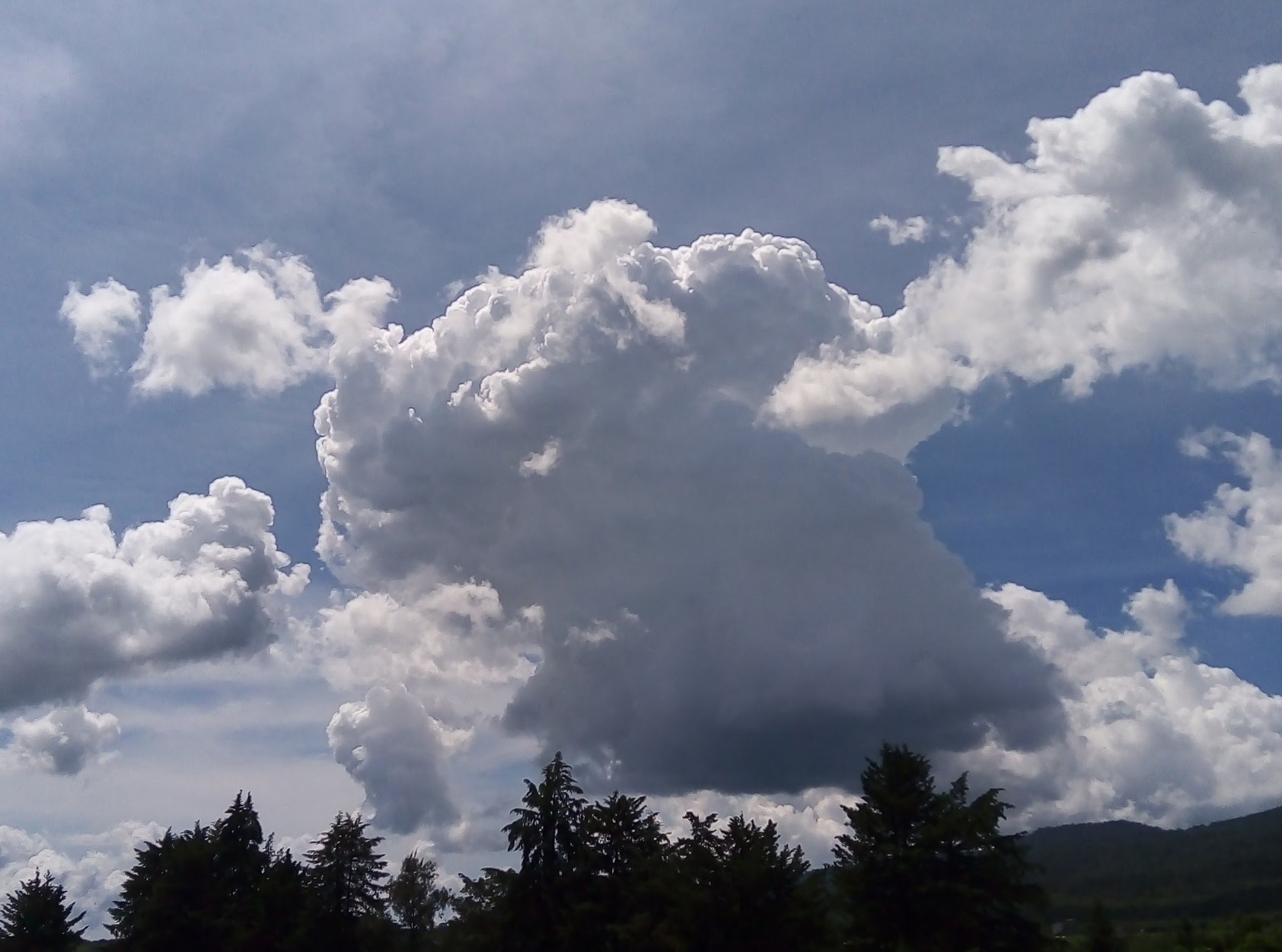
Nube cumulus congestus cerca de convertirse en un cumulonimbus calvus

## Galería

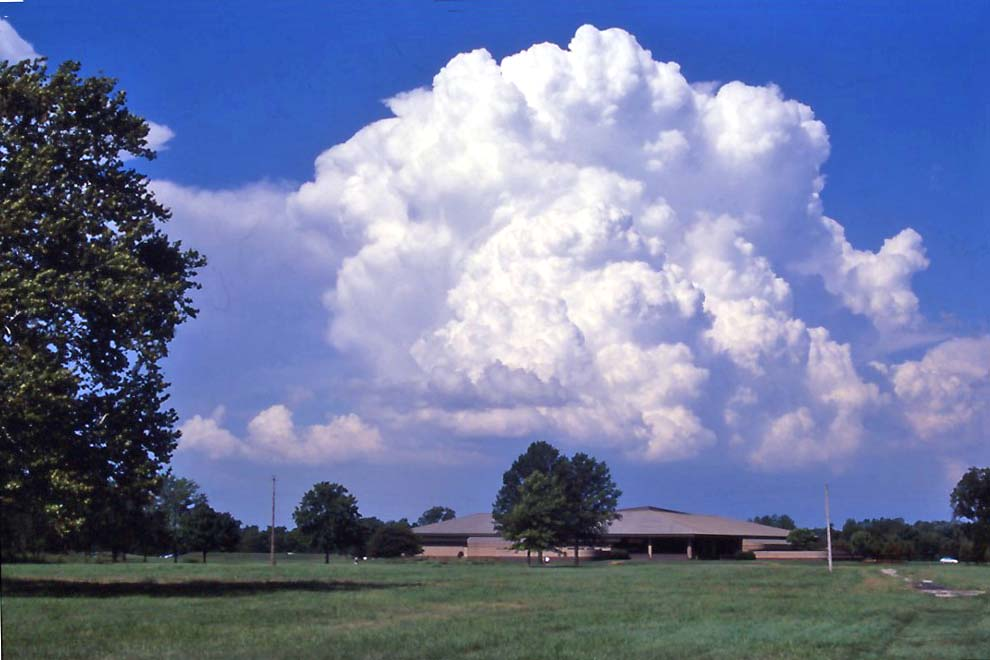
Cumulus congestus sobre Museo Cahokia Mounds en Collinsville, Illinois.
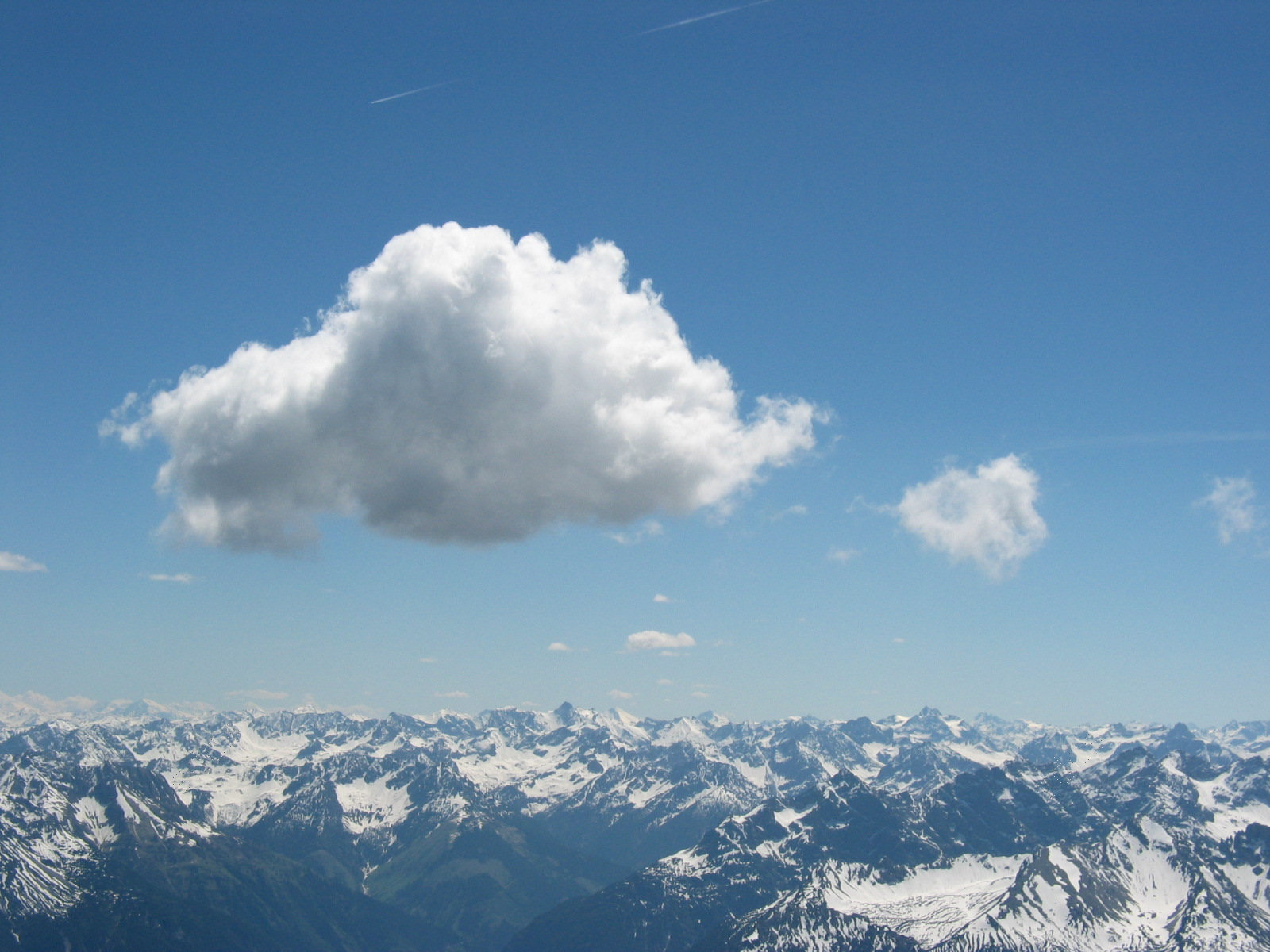
Un ejemplo de una torre de cumulus congestus en la distancia.
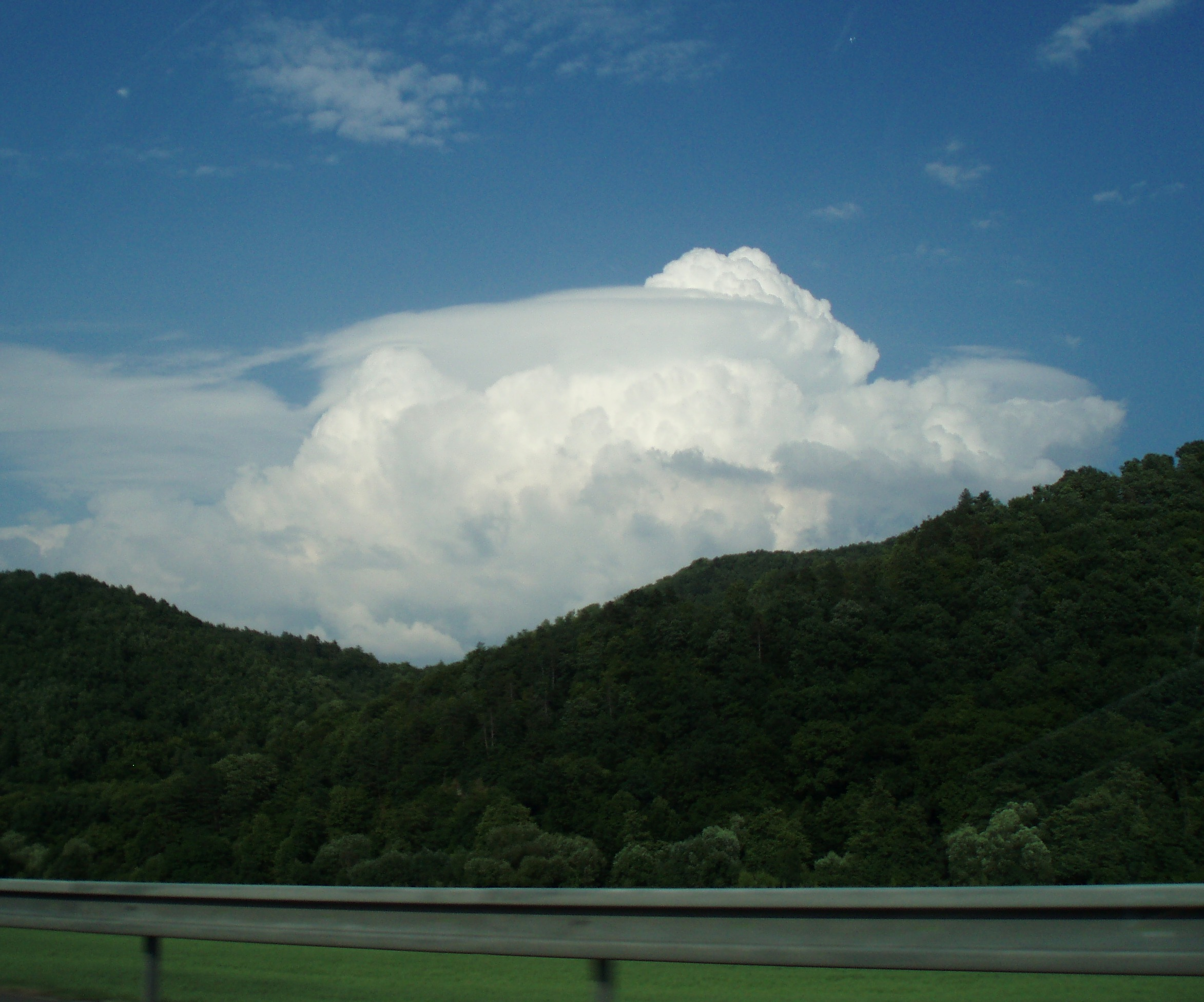
Cumulus congestus tras una montaña.
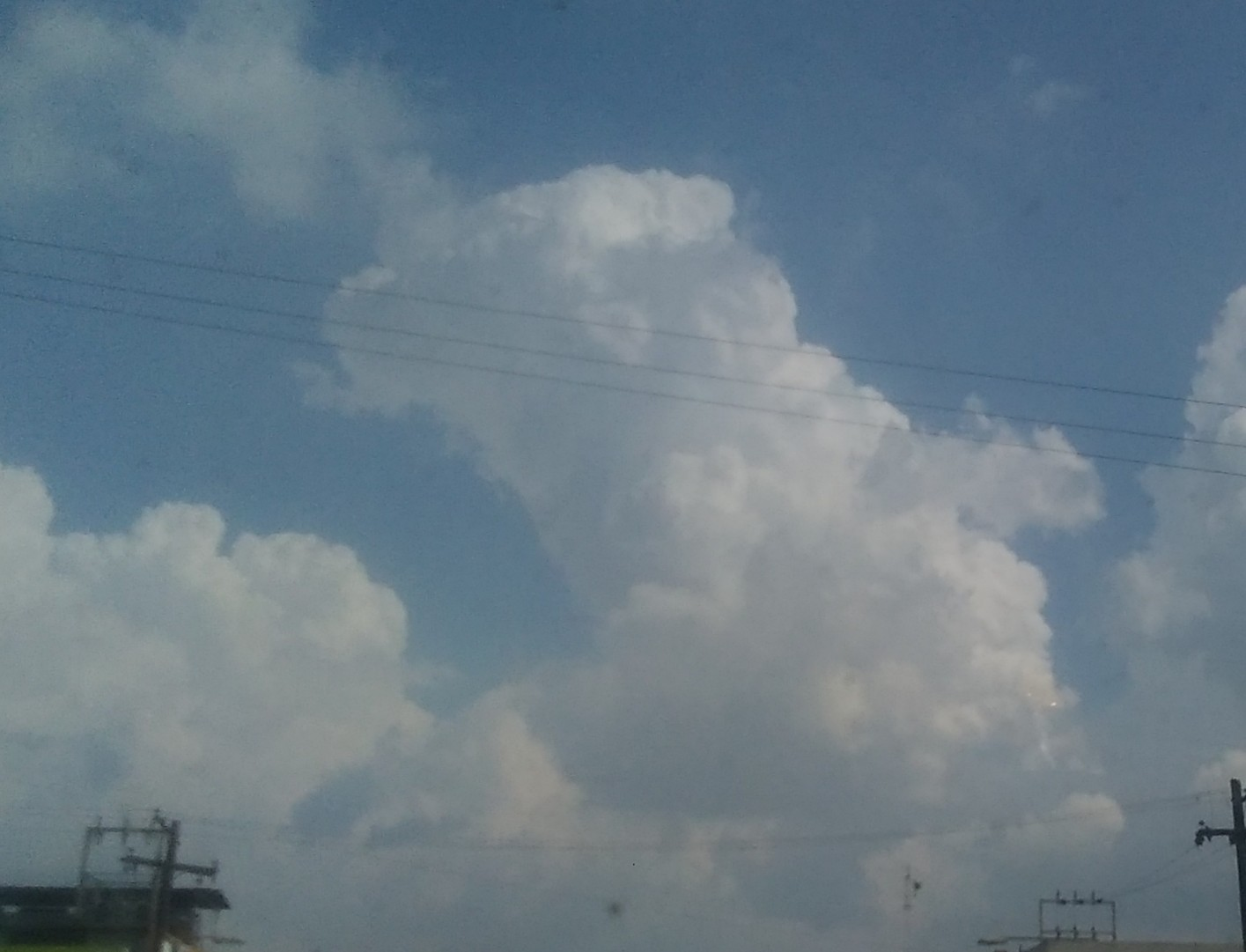
Cumulus congestus